# Пунктированные руны
Пункти́рованные ру́ны (швед. punkterade runor), также ужа́ленные ру́ны (швед. Stungna runor) — руны с диакритическими знаками, то есть с добавлением небольших пометок, указывающих на изменённое произношение. Эти пометки начали появляться в XI веке и тогда имели вид точки (швед. sting или швед. stingning, жало), которая ставилась во внутренность руны или на её основной штрих, руна в таком случае называется швед. stungen (др.-сканд. stunginn, ужаленная).

## История использования

### Обыкновенные руны
Непунктированные руны имели несколько схожих звуковых значений, которые можно было различить лишь по контексту, подобно букве C в современной латинице, которая может обозначать как /s/, так и /k/. Например, согласные руны ᚴ (каун), ᛏ (тюр) и ᛒ (беркана) в младшем футарке могут означать либо /k/, /t/, /b/, либо /ɡ/, /d/, /p/ соответственно. Ниже приведены звуковые значения рун младшего футарка для справки (около 800-х гг.). Звуковые значения упрощены для обрезки таблицы.
| ᚠ | ᚢ         | ᚦ   | ᚬ | ᚱ | ᚴ   | ᚼ | ᚾ | ᛁ   | ᛅ   | ᛋ | ᛏ   | ᛒ   | ᛘ | ᛚ | ᛦ |
| f | u/o/ö/y/v | þ/ð | ą | r | k/g | h | n | i/e | a/ä | s | t/d | b/p | m | l | ʀ |

Этот непунктированный набор рун появился в VII веке нашей эры, а затем вытеснил старший футарк, среди прочего, сократив количество рун с 24 до 16 и добавив несколько звуковых значений оставшимся рунам. Причина этого неизвестна, но сокращение числа рун, возможно, облегчило обучение неграмотных и затруднило иностранным державам расшифровку секретных рунических сообщений. Корень слова руна и означает «тайный».

### Пунктированные руны
К концу эпохи викингов возникла необходимость более точно указывать предполагаемое звуковое значение рун, в связи с чем была создана система диакритических знаков, называемых швед. stingen — точек, которые добавлялись к рунам для обозначения конкретного звука. В тексте с пунктированными рунами обыкновенные (непунктированные) руны в основном несли более раннее или более распространённое звуковое значение, в то время как пунктированные — более позднее или менее распространённое.
Пунктированные руны начинают спорадически появляться около 1000 года, и изначально их было только три: точками снабжались ᚢ, ᚴ и ᛁ, при этом обыкновенная ᚢ обозначала u, o или v, а пунктированная ᚤ — y или ö; обыкновенная ᚴ — k, а пунктированная ᚵ — g, ȝ или ŋ; наконец, ᛁ обозначала i или j, а пунктированная ᚽ — e или ä. Ряд младшего футарка из 16 рун таким образом расширился до 19 рун, и этот его вариант иногда называют ужаленным футарком швед. stungna futharken. Похоже, что пунктированные руны не считались самостоятельными, а в тех немногих случаях, когда они упоминаются в рунических текстах, они перечисляются отдельно в конце основного футарка.
В X и XI веках, а также в последующие века пунктирование рун получило дальнейшее развитие, в результате чего почти все они получили пунктированный вариант. В этот же период звуковые значения рун также несколько изменились, о чём будет сказано ниже.
| ᚠ → ᚡ | ᚢ → ᚤ     | ᚦ → ᚧ | ᚴ → ᚵ | ᛁ → ᚽ | ᛌ → ᛍ | ᛐ → ᛑ | ᛒ → ᛔ |
| f → v | u/v → y/ö | þ → ð | k → g | i → e | s → z | t → d | b → p |

Для некоторых пунктированных рун не вполне ясно, какое именно изменение звука они обозначали.
| ᛚ → ᛛ | ᚾ → ᛀ |
| l → ʟ | n → ɴ |

### Руны с пунктированным штамбом
Частным случаем пунктированных рун являются руны с пунктированным штамбом — разновидности пунктированных рун, которые вместо обычного добавления точки внутрь просвета модифицированы нанесением её на основной штрих руны. В Юникоде есть только один пример такой разновидности:
| ᚴ → ᚵ → ᚶ |
| k → g → ŋ |

Этот пример демонстрирует три варианта руны кеназ (ᚴ): её обычная форма ᚴ (непунктированная кеназ), традиционная пунктированная разновидность ᚵ (пунктированная кеназ) и необычный вариант с пунктированным штамбом ᚶ. Неясно, указывает ли вариант с пунктированным штамбом на отличное звуковое значение по сравнению с обычным вариантом. В Юникоде он называется runic letter eng (руническая буква энг), что связывает её с буквой энг (Ŋ/ŋ), именующейся в Юникоде latin capital/small letter eng. Когда Северно-европейский совет министров и рунологи составляли репертуар рун для Юникода, название, вероятно, имело под собой некую историческую основу, хотя сами знаки исторически не были стандартизированы. В исходной заявке в Юникод было предложено название younger k with dot, но уже тогда к нему прилагалась транскрипция /ŋ/ (ng).

### Дважды пунктированные руны
К рунам с несколькими звуковыми значениями, особенно к уруз (ᚢ), иногда добавлялись две точки для обозначения дополнительного особого звука, такие руны назывались дважды пунктированными. В Юникоде нет дважды пунктированных рун, поэтому ниже они обозначаются цифровым индексом:
| ᚢ₀ → ᚢ₁ → ᚢ₂    |
| u/v → y/v → å/v |

Существуют также традиционные пунктированные руны, которые по эстетическим причинам чаще всего изображаются с двумя точками вместо одной, например, ᛔ (беркна) и ᛪ (сол), хотя исторически они имели и вариант с одной точкой, который, впрочем, не отличался по своему значению от двухточечного.
Известна дважды пунктированная руна с непонятным значением —  (пунктированная мадр), которая имеет по одной точке в каждом из просветов, в Юникоде она отсутствует. Сравнения различных надписей, проведённые рунологом Стаффаном Фриделлом, показывают, что пунктированная мадр имела собственное фонетическое значение, но какое именно, неясно.

### Перечёркнутые руны
Точки были несколько непрактичными из-за своей незаметности при размещении на штамбе, поэтому со временем их стали дополнять поперечными чёрточками, прямыми или косыми, а в некоторых случаях — стреловидными. Примерами являются ᛪ и ᛎ (модификации руны сол).
| ᛁ → ᛂ → Ɨ | ᚦ → ᚧ → Ð | ᛌ → ᛍ → ᛎ |

Такие руны впоследствии также стали называть пунктированными, но рунолог XVII века Йоханнес Буреус иногда использовал для них термин «перечёркнутые» (швед. steglad). Причина этого может быть в том, что Буреус сравнил датскую букву Ø (швед. stunget o) с колесом, поскольку он называет её швед. stunglat ö в своей книге Runa redux.
В «Истории северных народов» (1555) Олаф Магнус воспроизводит латинский алфавит параллельно с набором рун того времени, который он называет «готическим алфавитом» (лат. alphabetū gothicu). Он включает в себя некоторые пунктированные руны в их перечёркнутой форме, как, например, руну ᚽ (пунктированная иса), которая дана в двух вариантах: с горизонтальной чёрточкой (Ɨ) и с наклонной чёрточкой (ᛅ). Последняя форма интересна тем, что совпадает с более ранней руной ᛅ (йера), которая в средневековом и позднем руническом алфавите обычно обозначала /ä/.
| ᛁ → ᛂ → Ɨ → ᛅ |

В далекарлийских рунах развитие происходит наоборот, точка в ᚽ (пунктированная иса) превращается в одностороннюю чёрточку (ᛆ), вытесняя использование этой формы (укороченная йера) для звука /a/, в то время как для /a/ используется ᛅ (длинная йера). Нечто подобное произошло с далекарлийской руной ä, которая изначально выглядела как ᛆ [a] с точкой, затем развилась в форму с двумя односторонними чёрточками ᚮ, а ещё позже, по неизвестным причинам, — в вариант с двумя длинными чёрточками ᚯ, что совпадает со средневековой рунической /ö/ ᚯ (ансуз с двумя чёрточками).
| ᛁ → ᛂ → ᛆ | ᛆ → .ᛆ → ᚮ → ᚯ |
| i → e…    | a → ä…         |

В исландской рукописи AM 413 «Runologia» 1752 года, написанной исландским рунологом Йоуном Оулафссоном из Грюннавика, руна ä выглядит как ᚯ, как в далекарлийских рунах, а руна e — как Ɨ/ᛅ, как в «Истории северных народов» Олафа Магнуса.

### Окольцованные руны
В западной Скандинавии (Исландия, Гренландия) точки изначально трансформировались в кольца, а не в чёрточки, как в восточной Скандинавии. В конечном итоге их заменили перечёркнутые руны.
| ᛁ → ᛂ → ᛰ |

На Кингитторсуакском камне из Гренландии окольцевание в первую очередь используется для ᚽ → ᛰ (пунктированная иса), но в одном случае также используется руна с двумя точками внутри самого кольца. Что она призвана обозначать, неясно.

### Пунктирование латинских букв
Некоторые европейские буквы могут рассматриваться как наследие пунктированных рун, у которых точка превратилась в чёрточку: Ø, Ð/ð, Đ/đ, Ł, Ǥ, Ŧ.
Эта форма пунктирования внешне неотличима от диакритического знака, называемого штрихом, который использовался в некоторых средневековых сокращениях, таких как ꝥ, ꝧ, ꝑ.
Диакритические точки (умлаут) над Ä и Ö в современном шведском языке также можно рассматривать как продолжение пунктирования, хотя они и заимствованы из немецкого языка.